# Universiteit Leiden

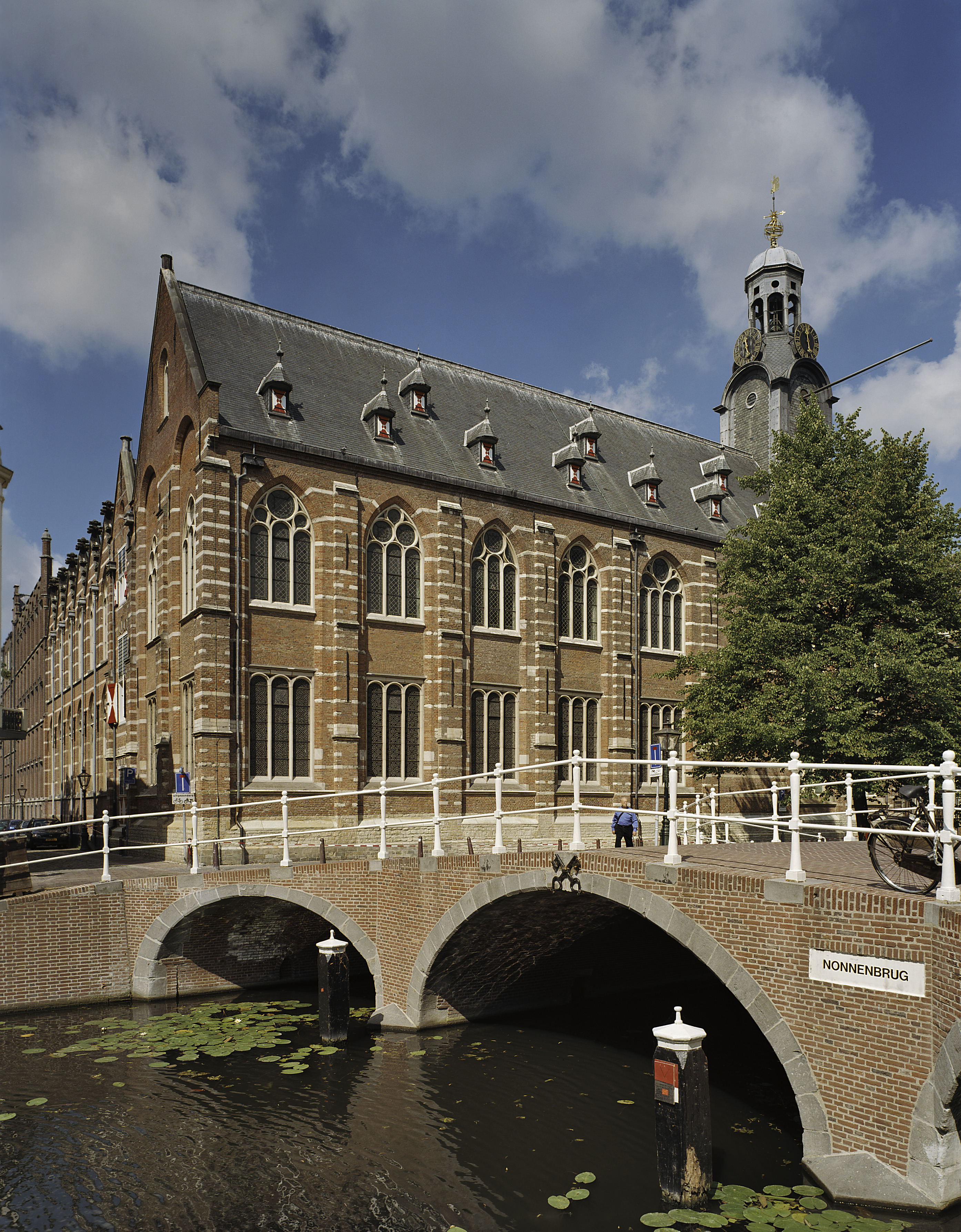
Het Academiegebouw aan het Rapenburg.

De Universiteit Leiden (Latijnse naam: Academia Lugduno-Batava; Engelse naam: Leiden University, afkorting: LEI) werd opgericht in 1575 en is de oudste universiteit van Nederland. De universiteit telt zeven faculteiten (zes in Leiden en één in Den Haag), waaraan in 2021 meer dan 34.000 studenten ingeschreven stonden. De naam van de universiteit was tot 1998 Rijksuniversiteit Leiden (RUL). Alumni van de Universiteit Leiden ontvingen 16 Nobelprijzen.

## Geschiedenis

### Oprichting

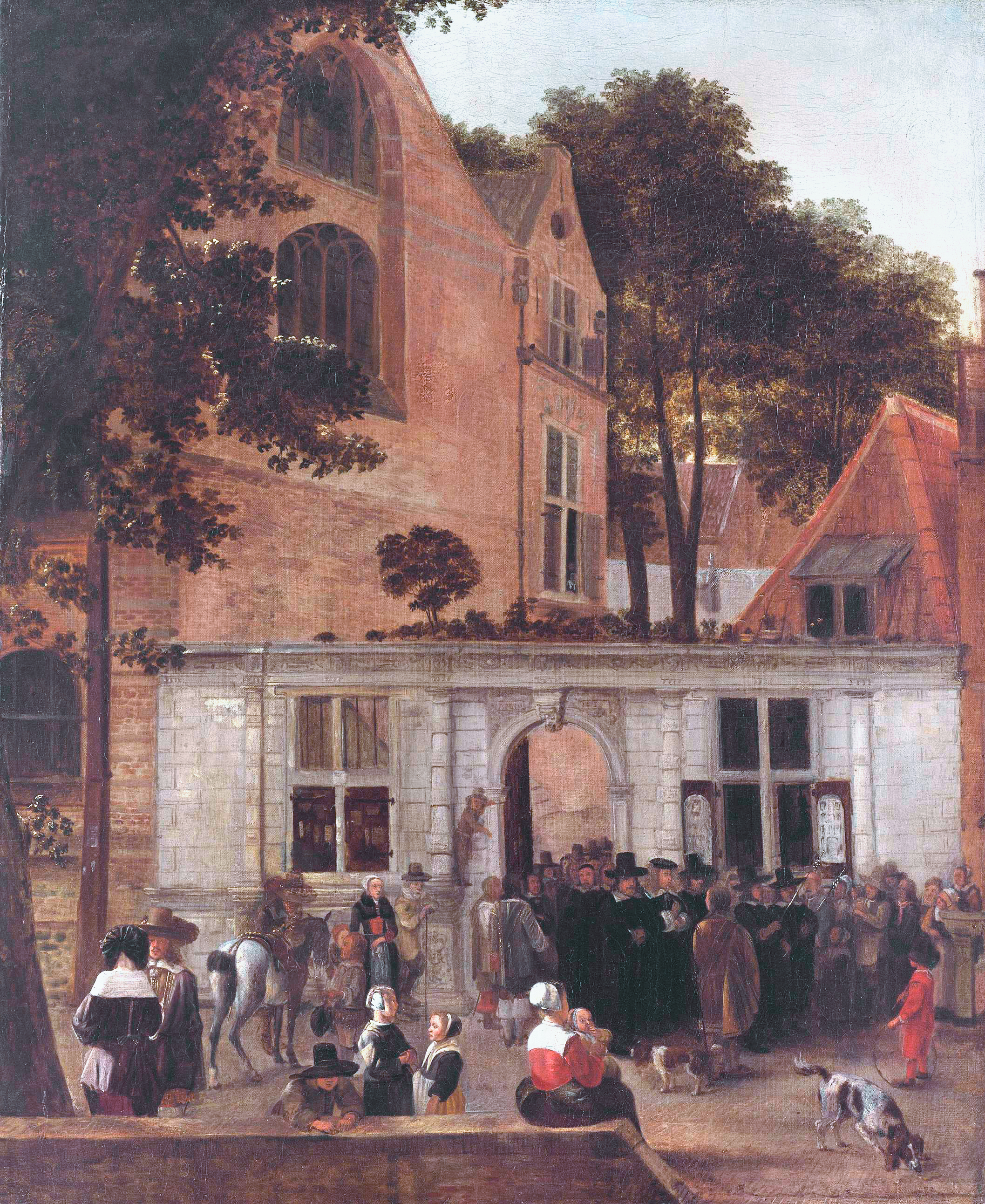
Een promotie aan de Universiteit van Leiden, omstreeks 1650, door Hendrick van der Burgh

Voorheen was de Universiteit Leuven (opgericht in 1425) de aangewezen plaats voor hogere en wetenschappelijke studie in de Lage Landen. Maar door de Nederlandse Opstand was dit voor studenten uit de noordelijke opstandige provincies niet meer mogelijk. Er was dus behoefte aan een nieuw of vervangend universitair instituut in de Noordelijke Nederlanden. De universiteit werd opgericht door Willem van Oranje in 1575. Het was in die tijd voor de Noordelijke Nederlanden belangrijk dat zij hun eigen geestelijken konden opleiden (in de nieuwe protestantse theologie en in het Nederlands) en dat verder goed opgeleide mannen beschikbaar kwamen voor het land en de landsregering. Aangenomen wordt dat de keuze voor Leiden een geschenk was van Willem van Oranje aan de stad na Leidens ontzet. Hij financierde de universiteit met geconfisqueerde katholieke geestelijke bezittingen, zoals die van de Sint-Adelbertabdij die in zijn opdracht door de watergeuzen was verwoest. De universiteit werd op 8 februari 1575 ingewijd in de Pieterskerk.
Opvallend is dat de stichtingsbrief op naam staat van Filips II. Er werden echter in die tijd, waarin Filips II formeel nog het gezag over de gehele Nederlanden had, wel vaker beslissingen in zijn naam genomen. Pas in 1581 verklaarde men Filips II in het Plakkaat van Verlatinghe vervallen van de troon. Op 26 maart 1582 deed Filips II een openbaar plakkaat uitgaan met de strekking dat een ieder die studeerde aan de universiteit als ketter zou worden beschouwd, of in ieder geval verdacht van ketterij, en niet bevoegd was tot enig ambt of enige waardigheid.
De universiteit was aanvankelijk gehuisvest in het Sint Barbaraklooster, maar verhuisde in 1577 naar het Faliede Bagijnhof aan het Rapenburg, om in 1581 onderdak te kiezen in het geconfisqueerde klooster van de dominicaanse Witte Nonnen aan de overkant van de gracht, dat in 1616 door brand werd verwoest, maar herbouwd werd. Dit gebouw doet nog steeds dienst als het Academiegebouw van de Universiteit Leiden. Het heeft diverse verbouwingen ondergaan, de recentste in 2007-2009.
Basis van de universiteit waren de drie hoofdfaculteiten, Theologie, Rechten en Medicijnen, in die volgorde van belangrijkheid. Daarnaast werd er onderricht gegeven in onder andere filosofie, letteren, wiskunde en in de zeven vrije kunsten (grammatica, dialectica, retorica, arithmetica, geometria, musica, astronomia). Deze vakken werden op vrijwel elke universiteit in die tijd gegeven. Ook was er in Leiden een schermschool. Het schermen diende een nauwkeurig wiskundig patroon te volgen. Hieruit volgde de oprichting van de ingenieursschool, het enige vak in de volkstaal. Dit laatste vak kwam er op instigatie van prins Maurits, die behoefte had aan geschoolde ingenieurs, bekwaam in beschietingstechnieken en vestingbouw in verband met de Tachtigjarige Oorlog tegen Spanje, hoewel de meeste afgestudeerden landmeter werden voor de Republiek. Hoewel deze vakken vooral op vaardigheden waren gericht had het onderricht ook wetenschappelijke consequenties: Ludolf van Ceulen, aangesteld als schermgrootmeester, berekende het getal pi tot op 35 decimalen.

### 16e tot 19e eeuw

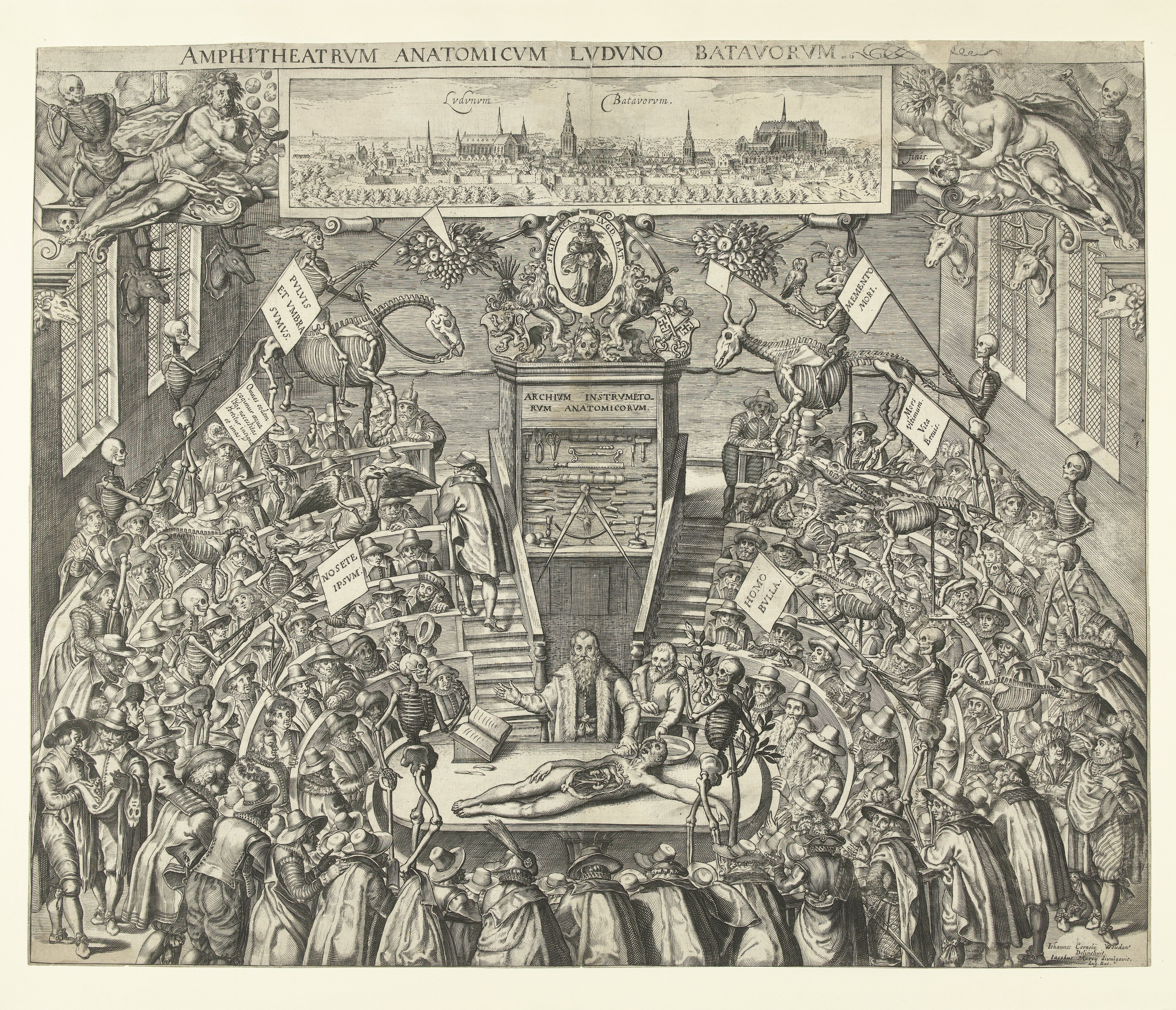
Theatrum anatomicum, Leids Anatomisch Theater, 1609

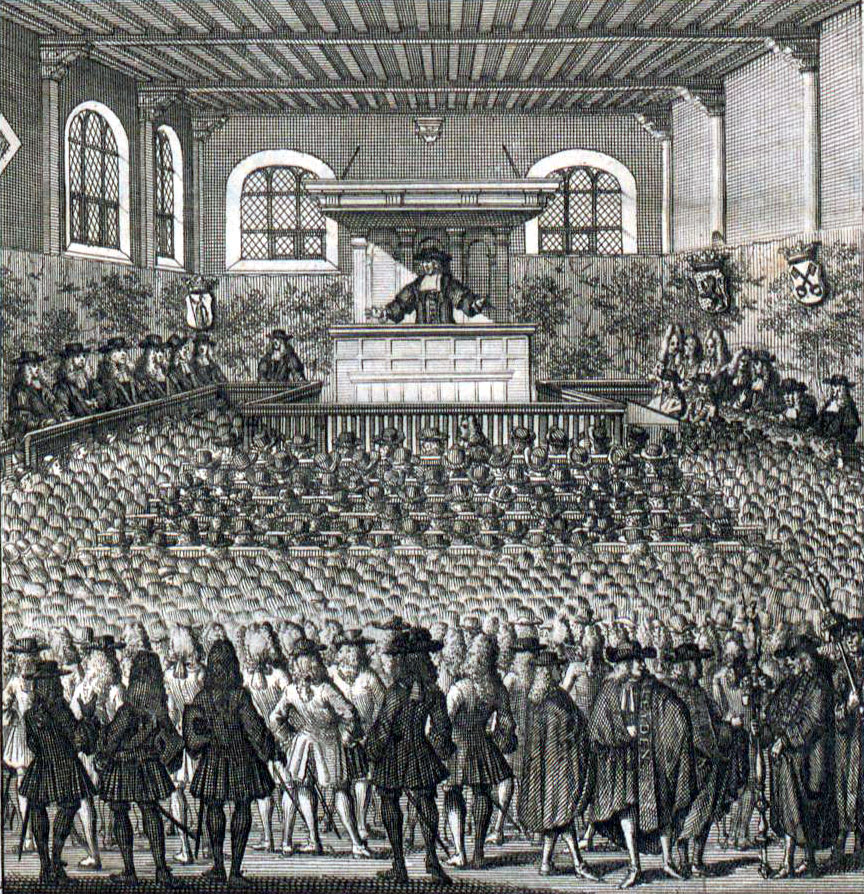
Een lezing van Herman Boerhaave in de 18e eeuw.

De aanwezigheid van geleerden als Justus Lipsius, Josephus Justus Scaliger, Franciscus Gomarus, Hugo de Groot, Jacobus Arminius, Daniël Heinsius, Snellius en Gerard Vossius verschafte de Leidse universiteit groot Europees aanzien en vanuit heel Europa kwamen studenten om er onderwijs te genieten en bekende geleerden om er les te geven. Deze positie werd tot het eind van de 18e eeuw behouden door de reputatie van geleerden als Herman Boerhaave.
Begin 19e eeuw daalde de universiteit enigszins in internationale reputatie omdat buitenlandse universiteiten, vooral in het opkomende Duitse taalgebied, veel bekende geleerden aan zich wisten te binden. Maar in Nederland bleef 'Leiden' toch nog steeds een van de voornaamste universiteiten. Bekende 19e-eeuwse alumni waren Johan Rudolph Thorbecke, grondlegger van de Nederlandse grondwet, en Matthias de Vries, de vader van de Nederlandse taalkunde.
In 1860 werd Robert Fruin de eerste bekleder van de leerstoel vaderlandse geschiedenis, waarmee een begin werd gemaakt met de professionele beoefening van de geschiedwetenschap in Nederland.

### 20e eeuw
Aan het eind van de 19e eeuw werd de Leidse universiteit weer een van Europa's meest toonaangevende universiteiten en dan vooral op het gebied van fundamenteel onderzoek in de natuurkunde. In 's werelds eerste universitaire lagetemperaturenlaboratorium bereikte hoogleraar Heike Kamerlingh Onnes een temperatuur van slechts één graad boven het absolute nulpunt (–273 graden Celsius). In 1908 slaagde hij er als eerste in helium vloeibaar te maken en hij ontdekte bovendien het verschijnsel van supergeleiding in metalen.
Kamerlingh Onnes ontving de Nobelprijs in de natuurkunde in 1913. Een andere Leidse hoogleraar die deze prijs ontving was (samen met Pieter Zeeman van de Universiteit van Amsterdam) Hendrik Lorentz voor de beschrijving en verklaring van het zeemaneffect. De fysioloog Willem Einthoven ontving de Nobelprijs voor de uitvinding van de snaargalvanometer, die, onder andere, de ontwikkeling van de elektrocardiografie mogelijk maakte. Naast deze Nobelprijswinnaars waren ook de natuurkundigen Albert Einstein en Paul Ehrenfest, arabist en islamexpert Christiaan Snouck Hurgronje en rechtsgeleerde Cornelis van Vollenhoven van belang voor het aanzien van de universiteit in de jaren 20.
Op 26 november 1940 hield de hoogleraar Rudolph Cleveringa, decaan van de juridische faculteit, een vlammend betoog in het Academiegebouw om te protesteren tegen het ontslag van de joodse werknemers, onder wie de jurist Eduard Meijers, de latere grondlegger van het nieuwe Burgerlijk Wetboek. Medisch hoogleraar Ton Barge wijdde op dezelfde dag zijn college aan de onhoudbaarheid van de theorie van de rassenleer. Ook staakten de studenten. De universiteit werd daarop door de bezetter gesloten. In september 1945 werd zij heropend. Om de toespraak te herdenken benoemt de universiteit elk jaar een Cleveringahoogleraar. Het Leids Universiteits Fonds (LUF) organiseert jaarlijks de Cleveringalezingen die over de gehele wereld worden gehouden.
Andere beroemde Leidse geleerden uit de 20e eeuw zijn historicus Johan Huizinga, auteur van Herfsttij der Middeleeuwen, en de astronomen Willem de Sitter en Jan Hendrik Oort.

## Organisatie

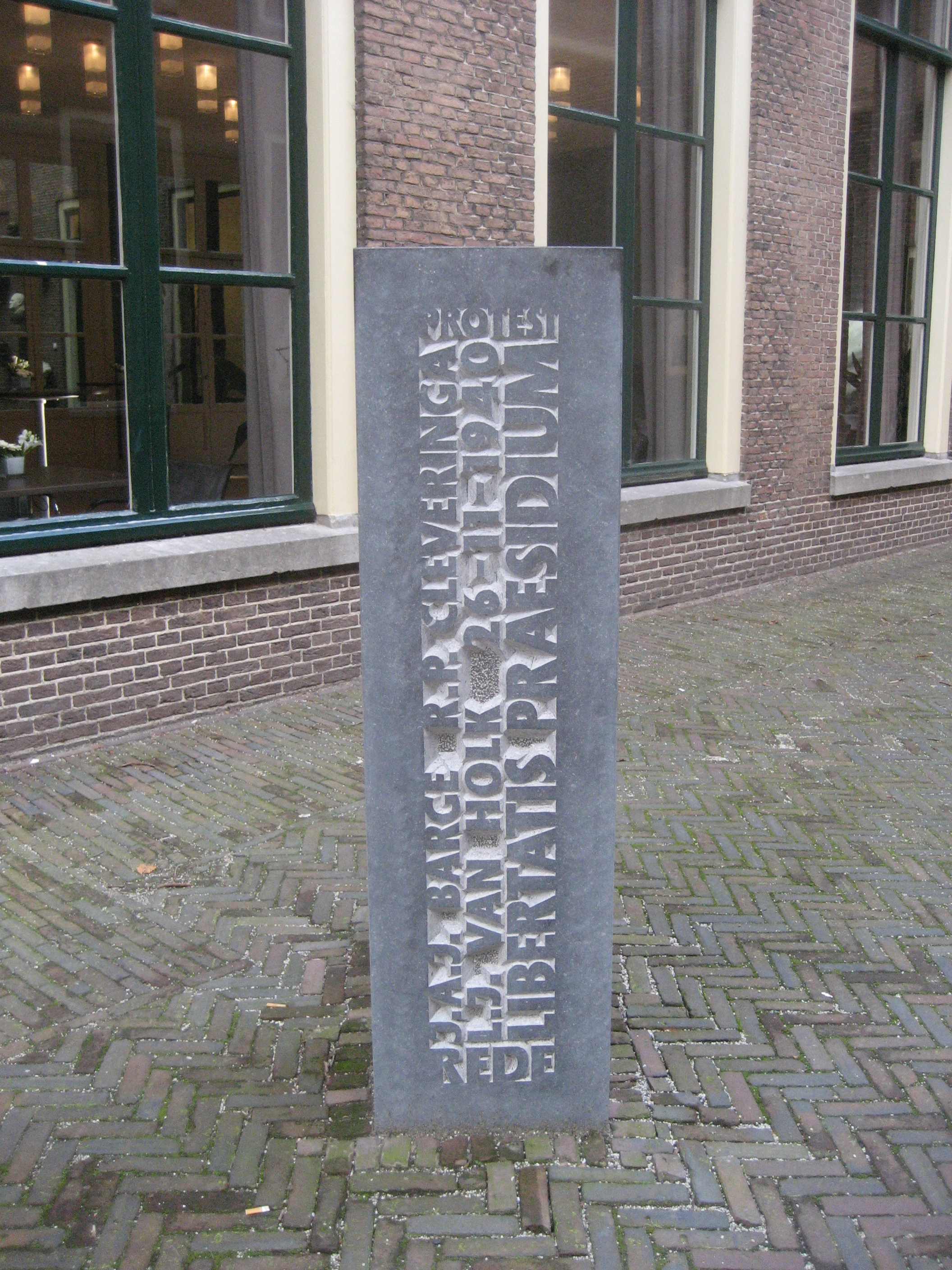
De woorden libertatis praesidium op een stenen lessenaar ter herdenking van de protestredes van Cleveringa, Van Holk en Barge in 1940.

De financiële positie van de Leidse universiteit is stabiel. In 2016 was de omzet 588 miljoen euro.

### Motto
De Latijnse woorden libertatis praesidium in het randschrift van het grootzegel betekenen zoveel als 'bolwerk van de vrijheid'. Hoewel de woorden doen denken aan die van Willem van Oranje, die de universiteit omschreef als "een vast stuensel ende onderhoudt der vryheyt", kwamen de woorden in de context van de Leidse universiteit pas in zwang rond het derde eeuwfeest (1875). De woorden verschenen in 1917 voor het eerst op het zegel van de universiteit.

### Samenwerking
De Universiteit Leiden neemt deel aan diverse landelijke en internationale samenwerkingsverbanden. Zo stond ze mede aan de wieg van de League of European Research Universities (LERU), een groep van vooraanstaande Europese universiteiten die Europese overheden wil overtuigen van het belang van fundamenteel onderzoek en het aandeel dat onderzoeksuniversiteiten daarin hebben.
In 2012 zijn de Universiteit Leiden, de TU Delft en Erasmus Universiteit Rotterdam een strategische alliantie aangegaan. Deze vormt een bestendiging van de samenwerking die al bestond op het gebied van onderwijs en onderzoek. In de alliantie Leiden-Delft-Erasmus verstevigen de drie partners de samenwerking en bouwen ze deze verder uit. De universiteiten van Leiden-Delft-Erasmus bieden bijvoorbeeld gezamenlijke opleidingen aan.
De Universiteit Leiden is vertegenwoordigd in de Stichting Academisch Erfgoed, een stichting die als doel heeft om universitaire collecties en cultuurschatten in stand te houden.
Sinds januari 2020 is de Universiteit Leiden partner in het landelijke Exposome-NL consortium dat samenwerkt op het gebied van exposoomonderzoek.

## Onderzoek en onderwijs
Van de tot en met het jaar 2025 toegekende 110 Spinozapremies (de hoogste Nederlandse wetenschappelijke onderscheiding) gingen er 28 naar hoogleraren aan de Universiteit Leiden: neerlandicus Frits van Oostrom, taalkundigen Frederik Kortlandt en Pieter Muysken, wiskundige Hendrik Lenstra, natuurkundigen Carlo Beenakker, Michel Orrit, Jan Zaanen en Dirk Bouwmeester, medisch biologe Els Goulmy, epidemioloog Frits Rosendaal, pedagoog Rien van IJzendoorn, archeologen Wil Roebroeks en Corinne Hofman, neuroloog Michel Ferrari, parasitoloog Maria Yazdanbakhsh, classica Ineke Sluiter, psychopathologe Bernet Elzinga, ontwikkelingspsychologe Eveline Crone, sociaal psycholoog Naomi Ellemers, organisatiepsycholoog Carsten de Dreu, statisticus Aad van der Vaart, chemisch immunoloog Sjaak Neefjes, elektrochemicus Marc Koper, sterrenkundigen Ewine van Dishoeck, Marijn Franx en Xander Tielens, astrofysicus Ignas Snellen en historicus Judith Pollmann.
De Stevinpremie op het gebied van kennisbenutting voor de samenleving is toegekend aan de volgende Leidse hoogleraren: gezondheidspsychologe Andrea Evers, immuuntechnoloog Ton Schumacher en psycholoog Judi Mesman.
De Universiteitsbibliotheek Leiden heeft meer dan 5,2 miljoen boeken en 89.000 tijdschriften, een aantal belangrijke bijzondere collecties van westerse en oosterse manuscripten, gedrukte werken, archieven, kaarten, atlassen, prenten, tekeningen en foto's. De bibliotheek beheert de grootste collectie wereldwijd op het gebied van Indonesië en belangrijke collecties over Zuid- en Zuidoost Azië, China, Japan en Korea, het Midden-Oosten en de Cariben. Wetenschappers van over de hele wereld bezoeken de Leidse Universiteitsbibliotheek. De onderzoeks- en onderwijsactiviteiten van het Scaliger Instituut concentreren zich op de verschillende aspecten rond de transmissie van kennis en ideeën via tekst en beeld vanaf de oudheid tot heden.

### Faculteiten
De Universiteit Leiden kent de volgende faculteiten:
- Faculteit der Archeologie (decaan prof. dr. Jan Kolen)
- Faculteit der Geesteswetenschappen (decaan: prof. dr. M.R. Rutgers)
- Faculteit der Geneeskunde/LUMC (decaan: prof. dr. M.E.J. Reinders)
- Faculteit der Rechtsgeleerdheid (decaan: prof. mr. W.S.R. Stoter a.i.)
- Faculteit der Sociale Wetenschappen (decaan: prof. dr. P.F. Wouters)
- Faculteit der Wiskunde en Natuurwetenschappen (decaan: prof. dr. Jasper Knoester)
- Faculteit Governance and Global Affairs (decaan: prof. dr. Erwin Muller)

Onderzoek en onderwijs in de geneeskunde en biomedische wetenschappen zijn ondergebracht in het Leids Universitair Medisch Centrum (LUMC).
Daarnaast kent de universiteit ook nog de volgende instituten of scholen, die niet onder de bovenstaande faculteiten vallen:
- Afrika-Studiecentrum Leiden
- Interfacultair Centrum voor Lerarenopleiding, Onderwijsontwikkeling en Nascholing (ICLON)
- Leiden Institute for Brain and Cognition (LIBC)

In tegenstelling tot de andere faculteiten is de faculteit Governance and Global Affairs alleen gevestigd in Den Haag.
Op 1 september 2008 zijn de Faculteiten der Godsdienstwetenschappen, Letteren, Wijsbegeerte en Kunsten opgegaan in de nieuw gevormde Faculteit der Geesteswetenschappen. De masterstudenten en het onderzoek van de medewerkers zullen worden ondergebracht in de Graduate School of Humanities. Deze zal bestaan uit de volgende zes instituten.
- Institute for Area Studies (regiostudies met betrekking tot Azië en het Midden-Oosten)
- Academy of Creative and Performing Arts (voormalig Faculteit der Kunsten)
- Centre for the Arts in Society (letterkunde, literatuurwetenschappen, kunstgeschiedenis, film- en mediastudies)
- Institute for History
- Centre for Linguistics (taalwetenschap)
- Institute for Philosophy (voormalig Faculteit der Wijsbegeerte)

Op 1 juni 2014 is het Institute for Religious Studies (voormalig Faculteit der Godsdienstwetenschappen) komen vervallen. Deze is per 1 juni 2014 verdergaan als onderdeel van het Institute for Area Studies onder de naam Leiden University Centre for the Study of Religion (LUCSoR).

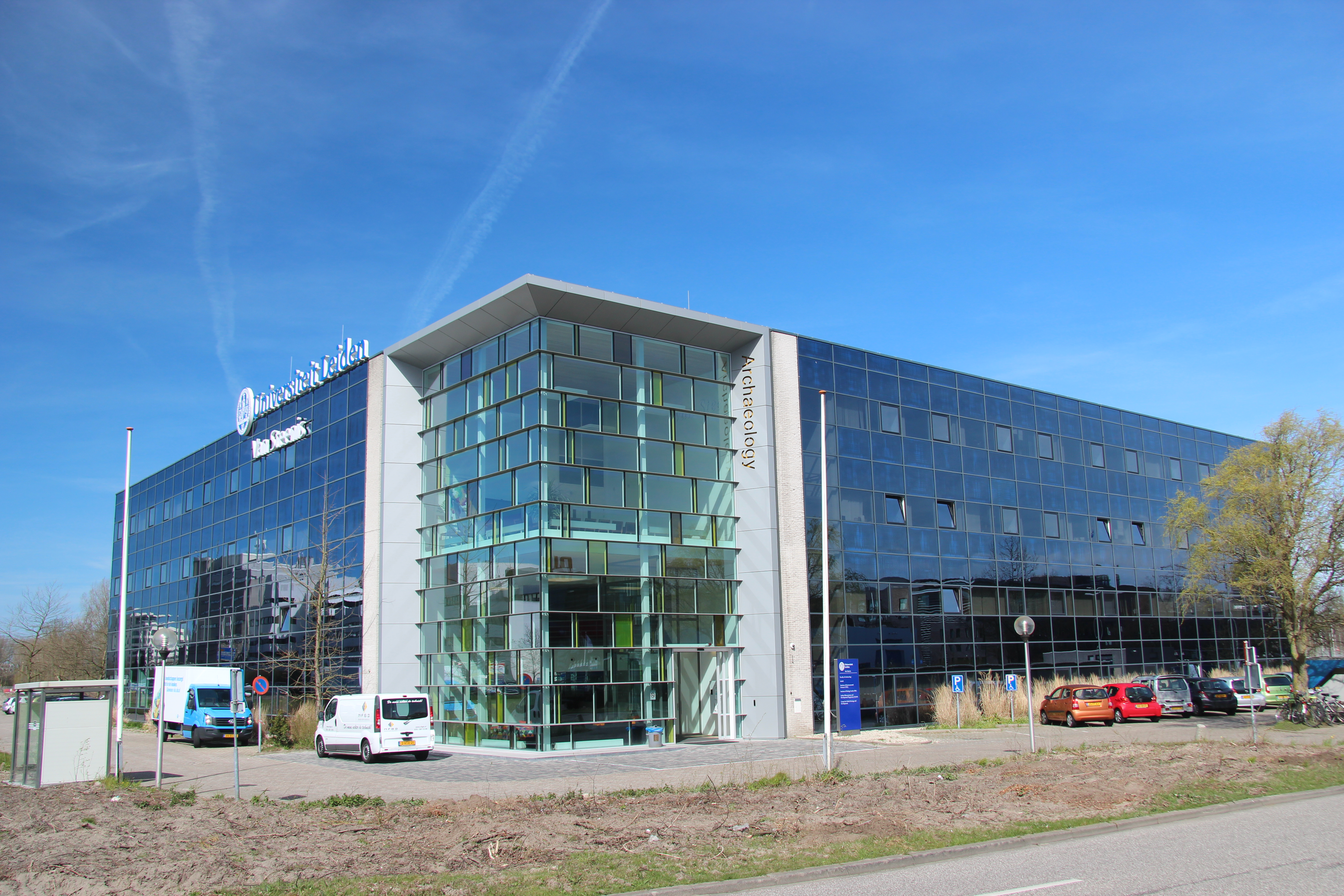
Het Van Steenis Gebouw voor de Faculteit der Archeologie
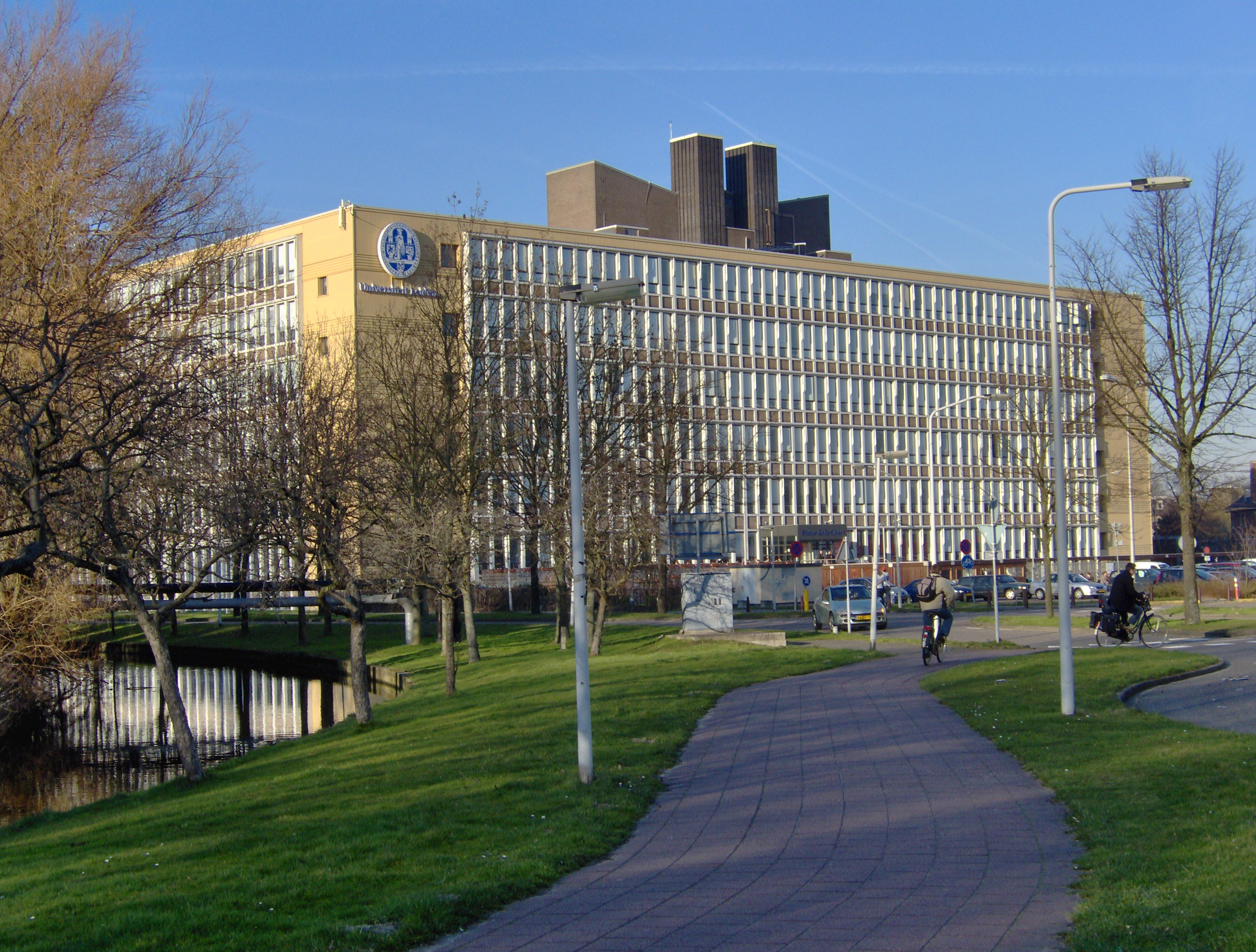
Het Pieter de la Court-gebouw, hoofdgebouw voor de Faculteit der Sociale Wetenschappen
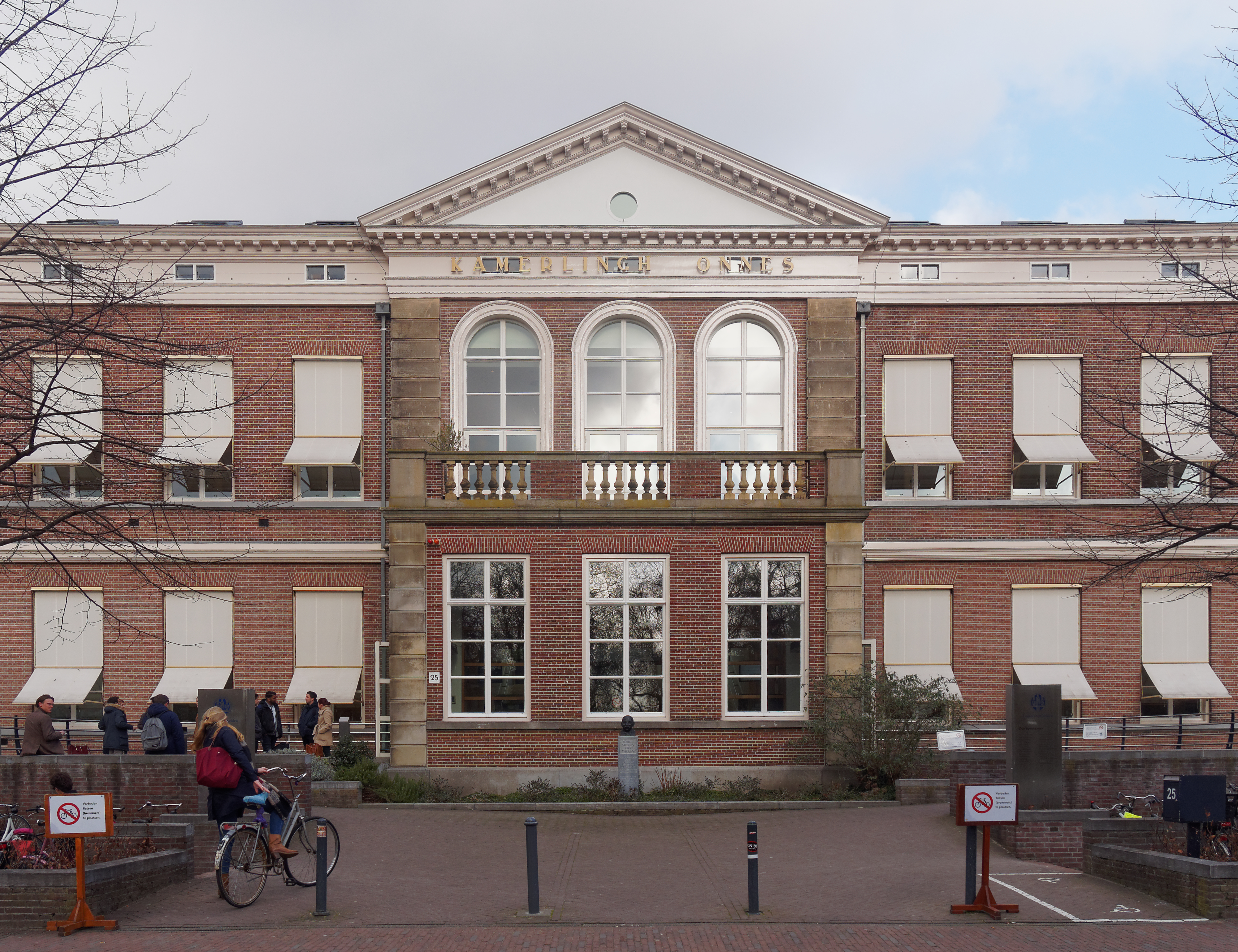
Het Kamerlingh Onnes Gebouw, hoofdgebouw voor de Faculteit der Rechtsgeleerdheid
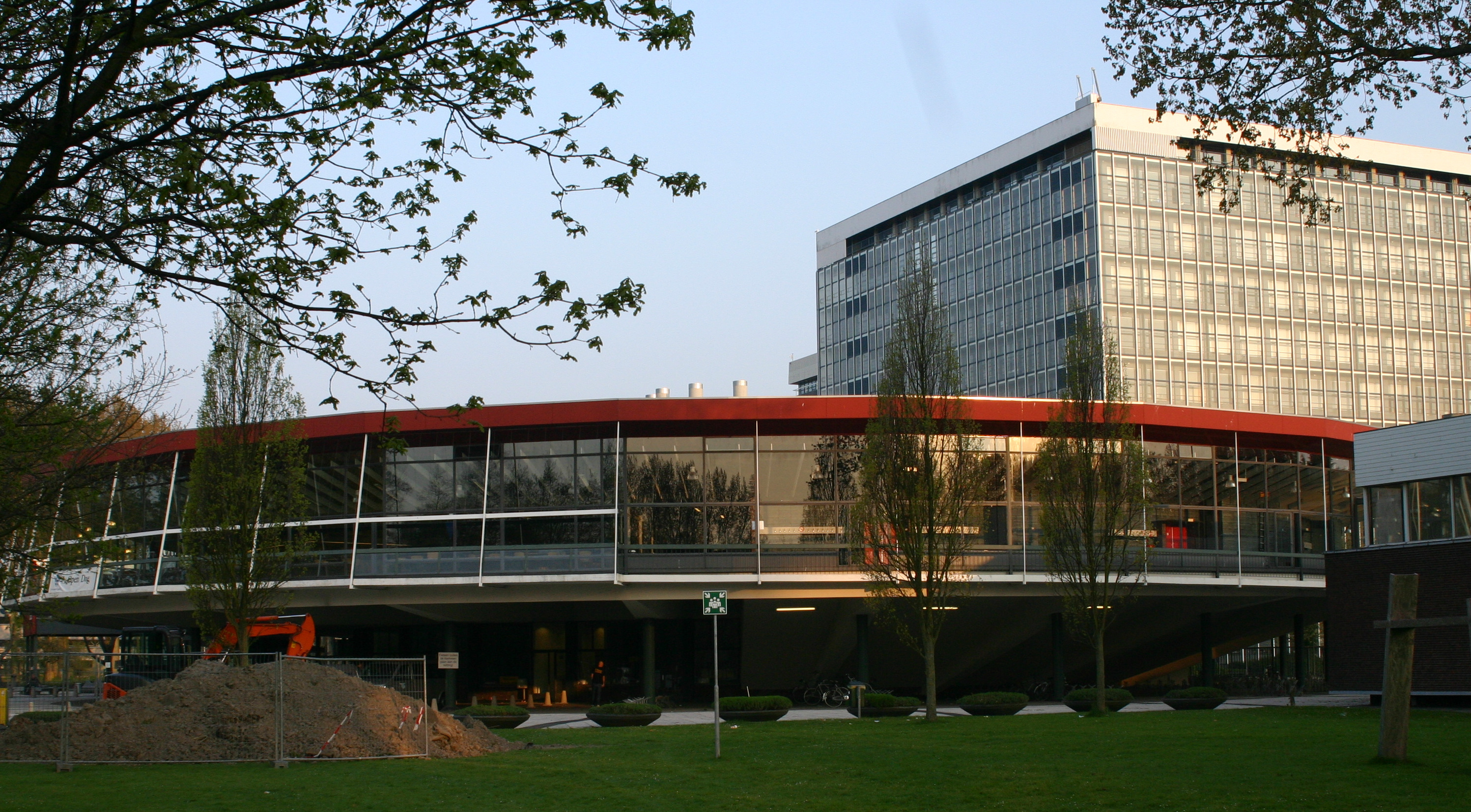
Het Gorlaeusgebouw voor de Faculteit Wiskunde & Natuurwetenschappen
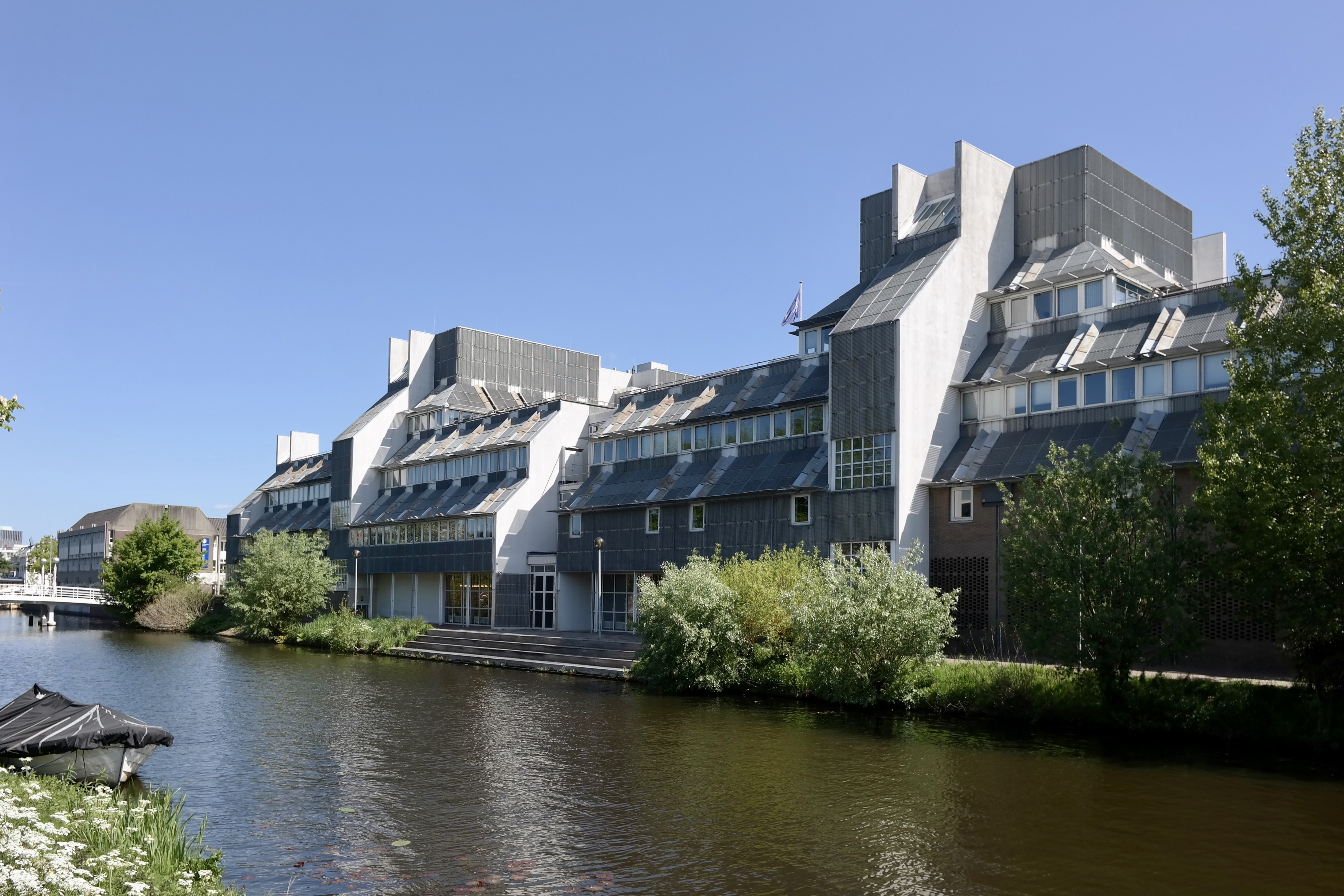
Lipsiusgebouw van de Faculteit Geesteswetenschappen

### Campus Den Haag
Den Haag is het bestuurlijk en politieke hart van Nederland en profileert zich tevens als juridische hoofdstad van de wereld. Dit heeft de universiteit in 1998 doen besluiten om een nevenvestiging op te richten in samenwerking met de gemeente Den Haag. Hier biedt de Universiteit Leiden academische opleidingen aan op het gebied van de rechtsgeleerdheid, politicologie, bestuurskunde en geneeskunde. Inmiddels zijn zes van de zeven faculteiten van de Universiteit Leiden actief in de Hofstad. De in 2011 opgerichte Faculteit Governance and Global Affairs heeft haar standplaats volledig en uitsluitend in Den Haag, net als het University College. Ook een van de grootste opleidingen van de faculteit Geesteswetenschappen, International Studies, is op de Campus Den Haag gevestigd.

## Studentenleven
Het studentenleven speelt zich af bij studie- en studentenverenigingen.
Zie voor een opsomming:
- Lijst van studieverenigingen
- Lijst van studentengezelligheidsverenigingen
- Lijst van confessionele studentenverenigingen
- Lijst van studentenmuziekverenigingen
- Lijst van studentensportverenigingen
- Lijst van Europese studentenverenigingen

## Eredoctoraten

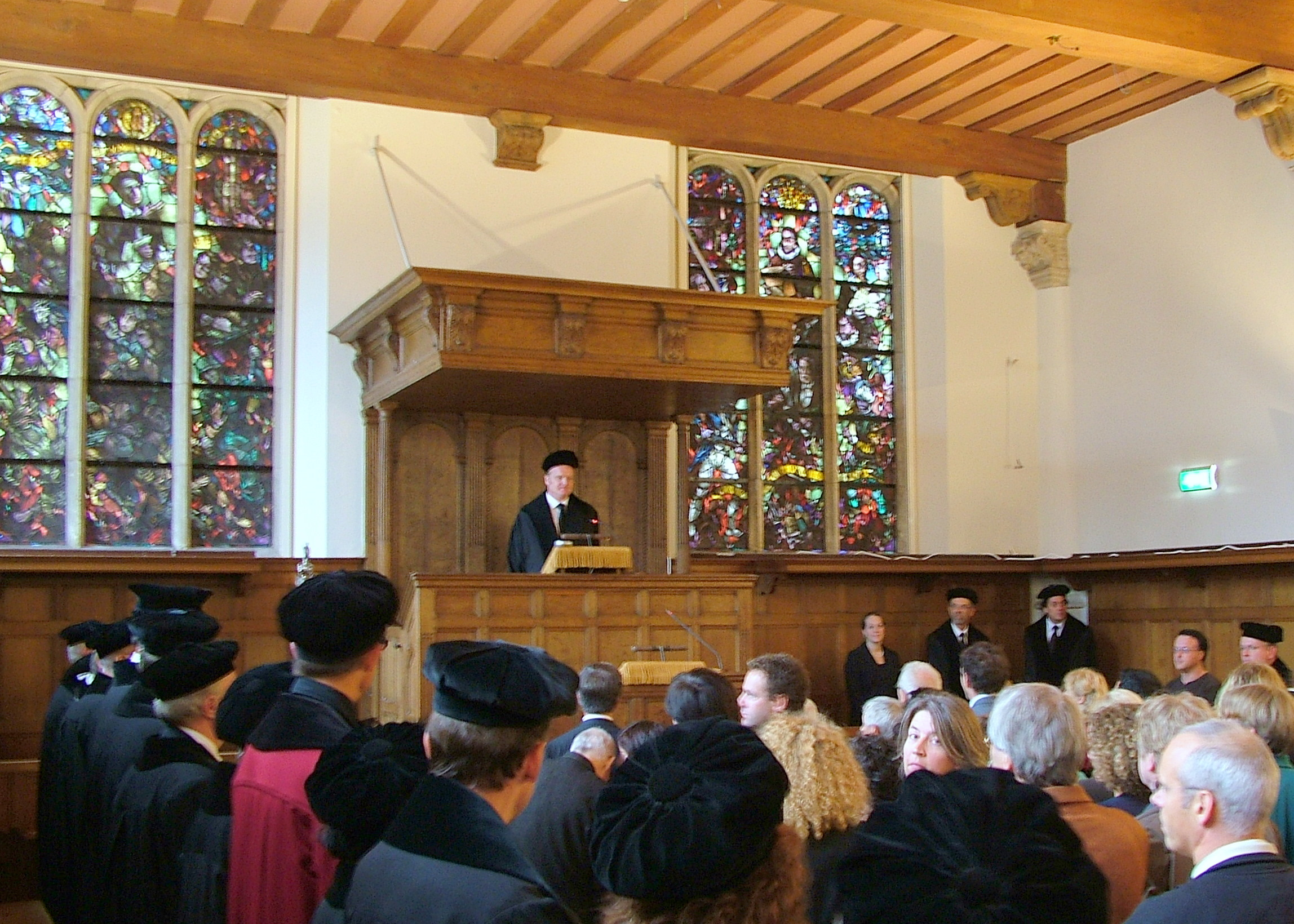
Inaugurele rede van een hoogleraar in het Groot Auditorium van het Academiegebouw, 2008

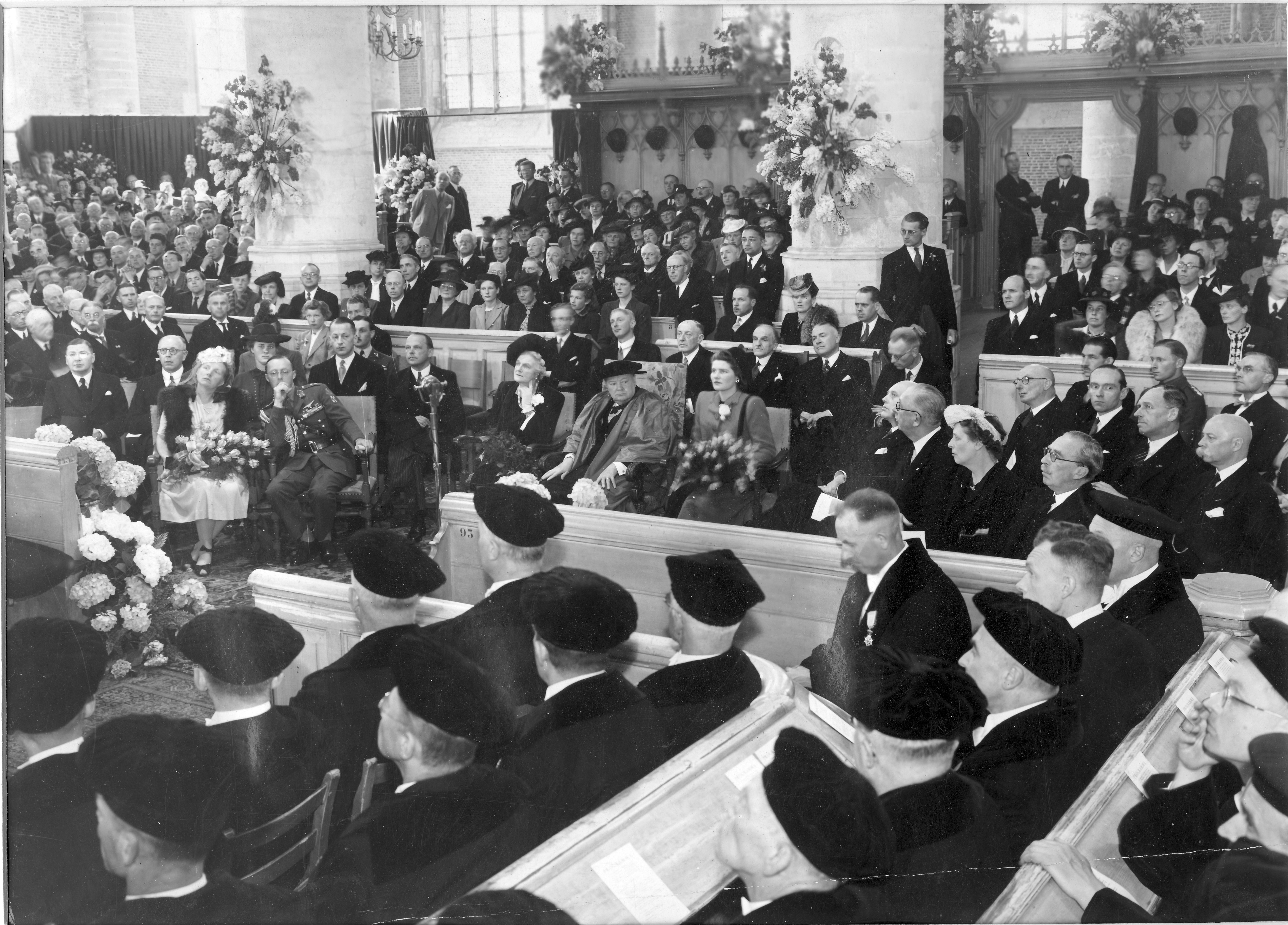
Erepromotie van Winston Churchill
10 mei 1946 in de Pieterskerk
(foto: AHM van Vliet)
Links: prinses Juliana en prins Bernhard

Geregeld, maar vooral bij universitaire lustra, wordt tijdens de viering van de dies natalis van de universiteit in de Pieterskerk, 8 februari, een eredoctoraat uitgereikt. Volgens art. 49 van het promotiereglement komen in aanmerking:
- personen die onderzoek hebben verricht dat voor de wetenschapsbeoefening aan de universiteit of voor de wetenschap in het algemeen van uitzonderlijke betekenis is gebleken;
- personen die in wetenschappelijk, cultureel of maatschappelijk opzicht werkzaamheden hebben verricht waardoor wetenschappelijk onderwijs en onderzoek op uitzonderlijke wijze zijn bevorderd;
- bij hoge uitzondering en uitsluitend op voordracht van de rector magnificus: personen die door hun werkzaamheden op uitzonderlijke wijze hebben bijgedragen aan het hooghouden van het devies van de universiteit Praesidium Libertatis.

Eredoctoraten op grond van het tweede en derde criterium zijn zeldzaam. Op grond van het tweede criterium werd op 8 februari 2000 een eredoctoraat verleend aan Gerrit Komrij. Op 8 februari 2011 werd aan Peter van Straaten een eredoctoraat uitgereikt, vanwege de maatschappelijke betekenis van zijn werk en de bijdrage die zijn cartoons leveren aan onderwijs.
Ook op de laatste grond is tot dusver (2011) slechts tweemaal een eredoctoraat uitgereikt:
- 13 maart 1999: aan Nelson Mandela;
- 8 februari 2005: aan koningin Beatrix, vanwege de manier waarop zij het belang van de vrijheid telkens weer aan de orde heeft gesteld.

Ook vóór de totstandkoming van dit reglement werd het devies: Praesidium Libertatis, al als reden voor het eredoctoraat gehanteerd, onder andere:
- 8 februari 1925: aan koningin Wilhelmina;
- 10 mei 1946: aan Winston Churchill.[12]

## Bekende alumni en medewerkers

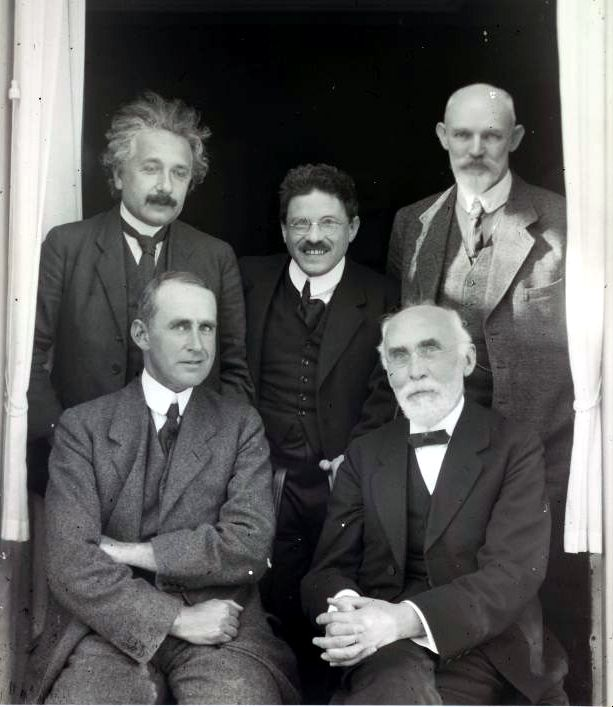
Einstein, Ehrenfest, De Sitter, Eddington en Lorentz in de werkkamer van De Sitter in Leiden (1923)

Enkele honderdduizenden studenten bezochten de Leidse universiteit. Alleen al in de periode 1575 tot 1812 studeerden meer dan 60.000 jongens in Leiden. Ook zijn enkele tienduizenden docenten en hoogleraren aan de Leidse universiteit verbonden geweest. Tussen de studenten zaten leden van het Nederlandse vorstenhuis, onder meer Willem-Alexander, Beatrix en Juliana van Oranje-Nassau. Ook studeerden en doceerden veel mensen in Leiden die later maatschappelijk of wetenschappelijk bekend werden.
Leidse alumni en oud-medewerkers zijn onder meer terug te vinden als president of premier (John Quincy Adams, Kofi Abrefa Busia, Abraham Kuyper, Mark Rutte, Raden (jonkheer) Ali Sastroamidjojo, Johan Rudolph Thorbecke en Ronald Venetiaan), maar vooral als wetenschappelijke grootheden. Voorbeelden van die laatste categorie: Herman Boerhaave, Christiaan Huygens en Jan Oort, en daarnaast niet minder dan 16 Nobelprijswinnaars, onder wie Van 't Hoff, Jan Tinbergen, Niko Tinbergen, Van der Waals en Zeeman.
Opvallend is verder het hoge aantal schrijvers onder de Leidse alumni: Maarten Biesheuvel, Thomas Blondeau, Bart Chabot, Ida Gerhardt, Maarten ’t Hart, Ilja Leonard Pfeijffer, Erik Hazelhoff Roelfzema, J.H. Leopold, Nelleke Noordervliet, David Van Reybrouck, Franca Treur, Arjen van Veelen, Jeroen Windmeijer en Christiaan Weijts.